# Ostrá (Góry Czerchowskie)
Ostrá (950 m) – szczyt w Gór Czerchowskich na Słowacji. Wznosi się w południowo-wschodnim grzbiecie Minčola, po południowej stronie przełęczy Ždiare. Zachodnie stoki Ostrej opadają do doliny potoku o nazwie Milpošský potok, wschodnie do doliny Drahotína, na południe biegnie grzbiet, niżej rozgałęziający się na szczyty Vysoká hora (790 m) i Havranka (691 m).
Ostrá jest całkowicie porośnięta lasem. Jej wschodnimi zboczami prowadzi szlak turystyczny.

## Szlak turystyczny
Červenica pri Sabinove – Hanigovce – Za hradom –  Ostrá – Ždiare